# Sitora Farmonova
Sitora Farmonova (* 20. srpna 1984, Buchara, Uzbecká sovětská socialistická republika, Sovětský svaz, dnes Uzbekistán) je uzbecká herečka a zpěvačka.

## Životopis
Narodila se ve Buchaře v dnešním Uzbekistánu. Když bylo Sitoře 13 let, přestěhovala se s rodinou do Taškentu. V roce 2011 byla Sitora obsazena do hlavní role filmu Bajkonur. Od roku 2015 se zúčastňuje v komediální show KVN. Je neprovdána a nemá děti.